# Тамбовский сельсовет (Амурская область)
Тамбо́вский сельсове́т — сельское поселение в Тамбовском районе Амурской области.
Административный центр — село Тамбовка.

## История
11 июня 2005 года в соответствии с Законом Амурской области № 29-ОЗ муниципальное образование наделено статусом сельского поселения. 30 июня 2011 года в соответствии с Законом Амурской области № 498-ОЗ в состав Тамбовского сельсовета включены упразднённые Привольненский и Придорожненский сельсоветы.

## Население
| 2002  | 2010  | 2011  | 2012  | 2013  | 2014  | 2015  |
| ----- | ----- | ----- | ----- | ----- | ----- | ----- |
| 8875  | ↘8317 | ↗8321 | ↗9340 | ↘9320 | ↘9183 | ↘9098 |
| 2016  | 2017  | 2018  | 2021  |       |       |       |
| ↗9114 | ↘8956 | ↘8904 | ↘8838 |       |       |       |

## Состав сельского поселения
| № | Населённый пункт | Тип населённого пункта       | Население |
| - | ---------------- | ---------------------------- | --------- |
| 1 | Косицино         | село                         | ↗703      |
| 2 | Привольное       | село                         | ↗356      |
| 3 | Придорожное      | село                         | ↘523      |
| 4 | Тамбовка         | село, административный центр | ↗7394     |